# Zemono
Zemono (Duits: Schloß Maria Au) is een plaats in Slovenië en maakt deel uit van de gemeente Vipava in de NUTS-3-regio Goriška. De plaats telde 79 inwoners op 1 januari 2020.